# ロジャー・ディーン
ウィリアム・ロジャー・ディーン（William Roger Dean、1944年8月31日 - ）は、イングランド出身の画家、イラストレーター、アートデザイナー、建築家。
ヒプノシス、キーフと並び称されるアート・デザイナー。主にプログレッシブ・ロックのバンドのアルバムのアート・ワークを数多く担当して、様々なバンドのファンから親しまれている。幻想的な作風を用いて、色づかいや枠線の描き方に東洋絵画風の要素が見られる。特にイエスに関連した作品で知られ、第6のメンバーと呼ばれたこともあった（イエスとの共同作業を参照）。
母ジェーン・ディーン、妻アマンダ・ディーン、娘フレイヤ・ディーンも芸術活動に携わっており、後年はロジャーファミリーとして共同の仕事もしている。

## 略歴
1944年、4人兄弟（弟：マーティン、妹：ペニー、妹：フィリッパ）の長男として、イングランドのケント州アシュフォードに生まれる。父親がイギリス軍のエンジニアであったため、キプロスや香港などを転々とする幼年期、少年時代を過ごした。1959年、一家は帰国し、彼はアシュフォード・グラマー・スクールに進学。
1961年、結婚前にカンタベリー州の芸術学校で服飾デザインを学んでいた母ジェーンの影響からか、カンタベリー州の王立家具デザイン学校の3年コースに入って銀細工の加工と家具のデザインを学んだ。1965年、ロンドンの英国王立芸術大学（ロイヤル・カレッジ・オブ・アート）に入学し、デザインの国家免許を取得。1968年、同校を卒業した後、工業デザイナーとして働き始める。
1968年、ロニー・スコッツ・ジャズ・クラブの改装に携わった関係で、エイドリアン・ガーヴィッツらのザ・ガンのアルバム『悪魔天国 (Gun)』のジャケット・デザインを依頼された。作品が好評だったため、ジャケット・デザインの仕事も手がけるようになった。当時のアパートのルームメイトはピンク・フロイドに在籍していたシド・バレットだったという。
1971年、イエスの4作目のアルバム『こわれもの』のジャケット・デザインを担当。同アルバムを皮切りに商業的に成功していったイエスを初め、ユーライア・ヒープやジェントル・ジャイアントのジャケット・デザイン、或いはヴァージン・レコードのロゴやレーベルのデザインなどを次々と手がけ、プログレッシブ・ロックのファンを中心に音楽ファンの間で知名度が上がっていった。
1975年、初の画集『Views』をイギリスで出版。同画集は『悪魔天国』から当時の最新作だったスティーヴ・ハウのソロ・アルバム『ビギニングス』まで、その制作過程まで含めて収録している。

### イエスとの共同作業
ディーンがイエスのアルバム・ジャケットのデザインを担当するようになった経緯は、ブルーレイおよびDVDビデオ『イエスソングス 40周年記念HDニューマスター版』（2012年）に特典映像として収録されたインタビューで本人、スティーヴ・ハウ、クリス・スクワイアによって説明されている。彼はアトランティック・レコードのロンドンの上級副社長だったフィル・カーソンにジャケット・デザイナーとしての自分を売り込みに行った。カーソンは彼の作品を気に入って、彼を所属バンドのレッド・ツェッペリンとイエスのどちらかのアルバムのジャケットの制作に起用することを考え、当時『こわれもの』（1971年）を制作していたイエスに紹介した。
彼のイラストがもつ透明で幻想的なグラフィック・イメージは、イエスが追求した音楽性を聴き手に喚起させる力が強く、メンバーにも高く評価された。スクワイアによれば、『こわれもの』に使用された絵は彼がカーソンに会った時点で既に完成しており、厳密な意味で彼とイエスの最初の共同作業は次作『危機』（1972年）のジャケットだった。彼は引き続いて『イエスソングス』（1973年）、『海洋地形学の物語』（1973年）、『リレイヤー』（1974年）などのジャケットのデザインを一手に引き受けて、イエスの全盛期のアルバム制作に貢献した。
1970年代前半はイエスのステージ・セットのデザインにも携わっており、ツアーに同行することも多かった。1973年3月の日本公演にも同行し、イエスの専属カメラマンを装って記者会見の会場に姿を現したが、目ざとい記者に見破られてメンバーと一緒にインタビューを受けさせられた。
なお、上記『イエスソングス 40周年記念HDニューマスター版』彼のインタビューによれば、彼は『究極』（1977年）も『マグニフィケイション』（2001年）も担当するつもりだったが、前者はメンバーと意見が合わず、後者はイエスのマネージメントから別の人に頼むと告げられた。

## カバーアート提供作品

### イエス・ファミリー

#### イエス
- 『こわれもの』 - Fragile (1971年)
- 『危機』 - Close to the Edge (1972年)
- 『イエスソングス』 - Yessongs (1973年)
- 『海洋地形学の物語』 - Tales from Topographic Oceans (1973年)
- 『リレイヤー』 - Relayer (1974年)
- 『イエスタデイズ』 - Yesterdays (1975年)
- 『イエスショウズ』 - Yesshows (1980年)
- 『ドラマ』 - Drama (1980年)
- 『クラシック・イエス』 - Classic Yes (1981年)
- 『結晶』 - Union (1991年)
- 『イエスイヤーズ』 - Yesyears (1991年) ※映像版『イエスイヤーズ』、2枚組盤『イエスストーリー』にも同イラストを使用
- 『シンフォニック・イエス』 - Symphonic Music of Yes (1993年)
- 『キーズ・トゥ・アセンション』 - Keys to Ascension (1996年)
- 『キーズ・トゥ・アセンション2』 - Keys to Ascension 2 (1997年)
- 『オープン・ユア・アイズ』 - Open Your Eyes (1997年)
- 『キーズ・トゥ・アセンション・ボリューム1&2』 - Keys To Ascension, Volumes 1 & 2 (1998年)
- 『ラダー』 - The Ladder (1999年)
- 『ハウス・オブ・イエス』 - House of Yes~Live from House of Blues (2000年)
- 『アルティメイト・イエス』 - The Ultimate Yes: 35th Anniversary Collection (2003年)
- Live At Montreux 2003 (2007年)
- 『フライ・フロム・ヒア』 - Fly from Here (2011年)
- 『イン・ザ・プレゼント〜ライヴ・フロム・リヨン』 - In The Present - Live From Lyon (2011年)
- 『“イエス・サード・アルバム”&“究極”完全再現ライヴ〜ライヴ・イン・ブリストル 2014』 - Like It Is: Yes At The Bristol Hippodrome (2014年)
- 『ヘヴン&アース』 - Heaven & Earth (2014年)
- 『“危機”&“こわれもの”完全再現ライヴ〜ライヴ・イン・アリゾナ 2014』 - Like It Is: At The Mesa Arts Center (2015年)
- 『プロジェニー:1972 ライヴ』 - Progeny: Seven Shows From Seventy-Two (2015年)
- Topographic Drama: Live Across America (2017年)
- The Steven Wilson Remixes (2018年)
- 『フライ・フロム・ヒア：リターン・トリップ』 - Fly From Here - Return Trip (2018年)
- From A Page (2019年)
- 『イエス～50周年記念ライヴ～』 - 50 Live (2019年)
- The Royal Affair Tour: Live From Las Vegas (2020年)
- 『ユニオン30ライヴ:結晶』 - Union 30 Live (2021年) ※ロゴデザインのみ
- 『ザ・クエスト』 - The Quest (2021年)

#### エイジア
- 『詠時感〜時へのロマン』 - Asia (1982年)
- 『アルファ』 - Alpha (1983年)
- 『アストラ』 - Astra (1985年)
- 『天空のアリア』 - Aria (1994年)
- 『オーラ』 - Aura (2001年)
- 『フェニックス』 - Phoenix (2008年)
- 『ファンタジア〜ライヴ・イン・トーキョー』 - Fantasia: Live in Tokyo (2009年)
- 『オメガ』 - Omega (2010年)
- Spirit Of The Night: The Phoenix Tour Live In Cambridge 2009 (2010年)
- Live Around The World (2010年)
- 『XXX〜ロマンへの回帰』 - XXX (2012年)
- 『グラヴィタス〜荘厳なる刻』 - Gravitas (2014年)
- The Official Live Bootlegs Volume One (2021年)
- 『エイジア・イン・エイジア~ライヴ・アット・武道館 1983』 - Live At The Budokan Tokyo 1983 (2022年)

#### スティーヴ・ハウ
- 『ビギニングス』 - Beginnings (1975年)
- 『スティーヴ・ハウ・アルバム』 - The Steve Howe Album (1979年)
- 『タービュランス』 - Turbulence (1991年)
- Not Necessarily Acoustic (1994年)
- 『ホームブリュー1』 - Homebrew (1996年)
- 『ホームブリュー2』 - Homebrew 2 (2000年)
- 『エレメンツ』 - Elements (2003年)
- Homebrew 3 (2005年)
- Homebrew 4 (2010年)
- 『コンプリート・オブ・ホームブリュー』 - Complete of Homebrew (2010年)
- Homebrew 5 (2013年)
- 『アンソロジー』 - Anthology (2015年)
- Homebrew 6 (2016年)
- Anthology 2: Groups & Collabor (2017年)
- Homebrew 7 (2021年)

#### リック・ウェイクマン
- 『地底探検〜完結編』 - Return to the Centre of the Earth (1999年)
- Live In Nottingham (2002年)
- Two Sides Of Yes - Volume II (2002年)
- 『真説・地底探検』 - Journey to the Centre of the Earth 2012（2014年） - 再発盤
- 『アーサー王と円卓の騎士たち 2016』 - The Myths And Legends Of King Arthur And The Knights Of The Round Table 2016 (2016年)

#### その他イエス・メンバー関連
- バジャー : 『ワン・ライヴ・バジャー』 - One Live Badger (1973年)
- アンダーソン・ブルーフォード・ウェイクマン・ハウ
  - 『閃光』 - Anderson Bruford Wakeman Howe (1989年)
  - 『イエス・ミュージックの夜』 - An Evening Of Yes Music Plus (1993年)
- Various Artists : 『テイルズ・フロム・イエスタデイ』 - Tales from Yesterday (1995年)
- ホワイト : 『ホワイト』 - White (2005年)
- ダウンズ・ブレイド・アソシエイション
  - Skyscraper Souls (2017年) ※ロゴデザインのみ
  - Halcyon Hymns (2021年)
- トニー・ケイ : End Of Innocence (2021年)

### その他のアーティスト
- アース・アンド・ファイアー : 『アース＆ファイアー・ファースト』 - Earth and Fire (1970年)
- アトミック・ルースター : 『イン・ヒアリング・オヴ・アトミック・ルースター』 - In Hearing Of Atomic Rooster (1971年)
- アレクシス・コーナー : 『ブートレグ・ヒム!』 - Bootleg Him! (1972年)
- アン・ウィルソン : Fierce Bliss (1972年)
- イット・バイツ : 『イート・ミー・イン・セント・ルイス』 - Eat Me In St. Louis (1989年)
- ウィッシュボーン・アッシュ : Live In Bristol (2002年)
- エマ・バントン :  Free Me (2004年) ※写真に写る建築物を作成
- オシビサ
  - 『オシビサ』 - Osibisa (1971年)
  - 『ウォイヤヤ』 - Woyaya (1971年)
  - Singles As Bs & 12 Inches (2015年)
- ザ・ガン : 『悪魔天国』 - Gun (1968年)
- キース・ティペット・グループ : 『デディケイテッド・トゥー・ユー』 - Dedicated To You, But You Weren't Listening (1971年) ※With マーティン・ディーン（ロジャー・ディーンの弟）
- キャタピラ : 『チェンジズ』 - Changes (1972年) ※マーティン・ディーンがデザイン
- グラス・ハマー
  - 『悲しみの淵に潜む秘密』 - The Inconsolable Secret (2005年)
  - 『イフ』 - If (2010年)
  - 『心の中の心』 - Cor Cordium (2011年)
- グラハム・コリアー : Mosaics (1971年)
- クリアー・ブルー・スカイ : 『クリアー・ブルー・スカイ』 - Clear Blue Sky (1970年)
- グリーンスレイド : 『グリーンスレイド』 - Greenslade (1973年)
  - 『ベッドサイド・マナーズ・アー・エクストラ』 - Bedside Manners Are Extra (1973年)
  - デイヴ・グリーンスレイド : 『カクタス・クワイア』 - Cactus Choir (1976年)
- グレイシャス : 『ディス・イズ…グレイシャス!!』 - This Is...Gracious!! (1971年)
- グレイヴィ・トレイン : 『ステアケース・トゥ・ザ・デイ』 - Staircase To The Day (1974年)
- サード・イアー・バンド : 『マクベス』 - Music from Macbeth (1972年)
- ザ・ムーブ : 作品のバンドロゴ (1966年～1972年)
- ジェントル・ジャイアント
  - 『オクトパス』 - Octopus (1972年)
  - 『イン・ア・グラス・ハウス』 - In a Glass House (1973年) ※写真・マーティン・ディーン
- ジャンコ・パートナーズ : Junco Partners (1970年)
- ジョン・ダマー・バンド : Blue (1972年) ※変形穴あきジャケット
- ジョン・ロッジ
  - 『ナチュラル・アベニュー』 - Natural Avenue (1977年)
  - Get Me Out Of Here / Ride My See-Saw (2018年) - シングル
  - The Royal Affair And After (2022年) ※ロゴデザインのみ
- スナッフ : 『スナッフ登場』 - Snafu (1973年)
- スプリング : 2 (2015年) ※再発盤
- テイス・ヴァン・レール : Live At Trading Boundaries (2015年)
- デイヴッド・キュービネックズ・メインホース・エアライン : The Geneva Tapes (2014年)
- デル・リチャードソン : Pieces Of A Jigsaw (1973年)
- ドクター・ストレンジリー・ストレンジ : 『ヘヴィー・ペッティング』 - Heavy Petting (1970年) ※変形穴あきジャケット
- ナイトウイング : My Kingdom Come (1984年)
- ニトロ・ファンクション : Nitro Function (1971年)
- ニュークリアス
  - 『エラスティック・ロック』 - Elastic Rock (1970年) ※変形穴あきジャケット
  - 『ニュークリアス2』 - We'll Talk About It Later (1970年) ※変形穴あきジャケット
- バッジー
  - 『スクォーク』 - Squawk (1972年)
  - 『ネヴァー・ターン・ユア・バック・オン・ア・フレンド (友情)』 - Never Turn Your Back On a Friend (1973年)
- パトゥ : 『ホールド・ユア・ファイア』 - Hold Your Fire (1971年) ※百面相ジャケット
- パラディン : 『チャージ!』 - Charge! (1972年)
- ピート・デロ : 『イントゥ・ユア・イアーズ』 - Into Your Ears (1971年)
- フォーカス
  - 『X』 - Focus X (2012年)
  - 『フォーカス11』 - Focus 11 (2018年)
  - Focus 50: Live In Rio (2021年) ※ロゴデザインのみ
- ブラック・モス :  - Condemned to Hope (2014年)
- ザ・フラワー・キングス : 『アイランズ』 - Islands (2020年)
- ベーブ・ルース : 『ファースト・ベース』 - First Base (1972年)
- ベン・クレイブン :  - Great & Terrible Potions (2011年)
- ホワイト・ウィロー : 『フューチャー・ホープス』 - Future Hopes (2017年)
- マイク・アブサルム : Mike Absalom (1971年) ※6面ポスタージャケット
- マグナ・カルタ : 『ロード・オブ・ジ・エイジズ』 - Lord Of The Ages (1973年)
- マシュー・スウィート : 『ブルー・スカイ・オン・マーズ』 - Blue Sky on Mars (1997年) ※ロゴデザインのみ
- ミッドナイト・サン
  - Walking Circles (1971年)
  - Midnight San (1972年)
- ユーライア・ヒープ
  - 『悪魔と魔法使い』 - Demons and Wizards (1972年)
  - 『魔の饗宴』 - The Magician's Birthday (1972年)
  - 『シー・オブ・ライト』 - Sea of Light (1995年)
  - 『アコースティカリー・ドリヴン〜ライヴ2000』 - Acoustically Driven (2001年)
- ライトハウス
  - 『ある晴れた朝』 - One Fine Morning (1971年)
  - 『ソウツ・オブ・ムービン・オン』 - Thoughts Of Moving On (1971年)
- ラマセス : 『宇宙聖歌』 - Space Hymns (1971年) ※6面ポスタージャケット
- リンダ・ホイル : 『ザ・フェッチ』 - The Fetch (2015年)
- ロンドン・フィルハーモニー管弦楽団 : 『狂気 ピンク・フロイド シンフォニック（英語版）』 - Us and Them: Symphonic Pink Floyd (1995年)

### 日本のバンド
- エレクトリック・シープ : 『SWEEP』 (2006年)
- TM NETWORK : 『Major Turn-Round』 (2000年) ※タイトルロゴ・デザインのみ
- Yuka & Chronoship
  - 『DINO ROCKET OXYGEN』 (2013年) ※オリジナルロゴ＆タイトルのみ
  - 『第三惑星年代記』 (2015年) ※ロゴデザインのみ
- Mizuki Da Fantasia : 『Genso No Ichiya（幻想の一夜）』 - (2018年) ※ロゴデザインのみ

## アートワーク
- HARVEST（EMI）、ヴァーティゴ[注釈 1]、NEPENTHA（VERTIGOの姉妹レーベル）、FLY（蠅のイラスト）、CARNABY（後期：蟹のイラスト）レコードなどのロゴとレーベル面のイラスト。
- ヴァージン・レコードの初期のロゴとレーベル面のイラスト。
- Yessongs （ビデオ・イエスのライブ・ビデオのアートワークを担当）
- イン・ザ・ビッグ・ドリーム （アンダーソン・ブラッフォード・ウェイクマン・ハウのプロモーション・ビデオのアート・ワークを担当）
- テトリス（TETRiS）のタイトルロゴ（特に2002年以降のガイドラインに対応した作品のほとんどで使用されている）。
- パソコン用画像処理ソフトウェア Kai's Power Tools（英語版）の監修。開発者のカイ・クラウス（英語版）とロジャー・ディーンはイエスのスティーヴ・ハウのCDのジャケット作成に共同参加している。なお、日本において Kai's Power Tools の初めのバージョンを販売していたソフトウェア会社ビーピーエス（2001年に解散）の会社名ロゴ・マークのデザインもロジャー・ディーンの手によるものだった。同社の発売していたゲーム・ソフト『スーパー ブラック オニキス』のパッケージなどのイラストも担当していた。
- ABWHフォント

## 画集
- Views（1975年）
- Album Cover Album（アルバムカヴァー作品集、1977年）- ストーム・ソーガソンとの共著
- The Flights of Icarus（1977年）
- Magnetic Storm（1984年）
- Curved Space（1994年）
- Dragon's Dream（2008年）
- ロジャー・ディーン カレンダー（2008年〜2015年度版）

## エピソードなど
- 1976年に発表されたジョン・アンダーソンのソロ・アルバム『サンヒローのオリアス（英語版）』のジャケットは、ディーンがデザインを担当したイエスの『こわれもの』に描かれた絵が元になっている[9]。彼は同アルバムのジャケットも手がける予定だったが、初の画集『Views』の作成に取り掛かって時間的な余裕がなかったため、デイブ・ロウという知人のイラストレイターに依頼した。
- 2009年に公開されたアメリカ映画『アバター』に登場する空中に浮かぶ岩、翼竜などの世界観が彼の作品に酷似していることを指摘する人が多く、彼もホームページでその事に言及している[10]。しかし彼は同映画には一切関わっていない。